# گیبون گونه‌نخودی شمالی
گیبون گونه‌نخودی شمالی (نام علمی: Nomascus annamensis) نام یک گونه از سرده نوماسکوس است.